# تونبرجینول اف
تونبرجینول اف (به انگلیسی: Thunberginol F) با فرمول شیمیایی C۱۵H۱۰O۵ یک ترکیب شیمیایی با شناسه پاب‌کم ۶۴۳۹۴۹۳ است. که جرم مولی آن ۲۷۰٫۲۳ g/mol می‌باشد. 